# Гора (Ивановская область)
 Гора — деревня в Ильинском районе Ивановской области. Входит в состав Аньковского сельского поселения.

## География
Находится в западной части Ивановской области на расстоянии приблизительно 21 км на юго-восток по прямой от районного центра села Ильинское-Хованское.

## История
Нанесена была на карту еще 1808 года. В 1859 году здесь (тогда село в составе Юрьевского уезда Владимирской губернии) было учтено 15 дворов и церковь.

## Население
Постоянное население составляло 73 человека (1859 год), 5 в 2002 году (русские 100 %), 3 в 2010.